# Дилагарда
Дилагарда́ (азерб. Dilağarda) — село в Физулинском районе Азербайджана.

## Происхождение названия
Село получило название от тюркского клана дилагарда́, некогда входившего в конфедерацию Кара-Коюнлу, кочевавшего до XIX века в Ленкоранском уезде, но имевшего, согласно составленному в 1823 году «Описанию Карабахской провинции», кочевья и в Карабахе.

## История
В ходе Первой карабахской войны село в 1993 году перешло под контроль непризнанной Нагорно-Карабахской Республики и впоследствии, согласно её административно-территориальному делению, было включено в состав Мартунинского района НКР.
9 ноября 2020 года Президент Азербайджана Ильхам Алиев объявил, что в ходе боевых действий в Нагорном Карабахе азербайджанская армия вернула контроль над селом.

## Население
По данным «Свода статистических данных о населении Закавказского края, извлеченных из посемейных списков 1886 года», в селе Дилагарда Шихилинского сельского округа Джебраильского уезда Елизаветпольской губернии было 109 дымов и проживало 782 азербайджанца (указаны как «татары»), которые были шиитами по вероисповеданию. 10 человек были представителями бекства, остальные — крестьянами.

### Уроженцы
В Дилагарде родилась Народная артистка Азербайджана, певица Гандаб Кулиева.